# 安苏马内·马内
安苏马内·马内（Ansumane Mané，1940年—2000年11月30日），几内亚比绍军人，前国家元首。
马内曾协助若昂·贝尔纳多·维埃拉领导几内亚比绍武装力量与葡萄牙军队战斗，以获得独立。维埃拉1980年发动政变夺取政权时，马内也是其主要支持者之一，此后任几内亚比绍军队总参谋长。但在1998年，因为涉嫌向塞内加尔反政府武装走私军火，马内被停职。马内不服，反而表示军火走私是在维埃拉总统知情的情况下，由国防部长等人进行的。
1998年6月6日，维埃拉宣布将马内解职，次日马内起兵反抗，引发了内战。同年11月，双方议和，决定择日举行选举。1999年5月7日，内战再起，维埃拉被迫出走，马内成为临时国家元首，称“军事委员会统帅”，直到5月14日代理总统继位。
其后几内亚比绍虽进行了民主选举，但马内却长期掌控着国家的武装力量。2000年11月，当时的民选总统昆巴·雅拉任命了一批高级军事官员，但遭到了马内的抵制，他软禁了时任总参谋长的Verissimo Correia Seabra，并以“军事委员会统帅”的身份任命了忠于自己的总参谋长，随之造成了军队内部的武装斗争。11月30日，在一场交火中，马内阵亡。